# Karel Mareš (vojenský letec)

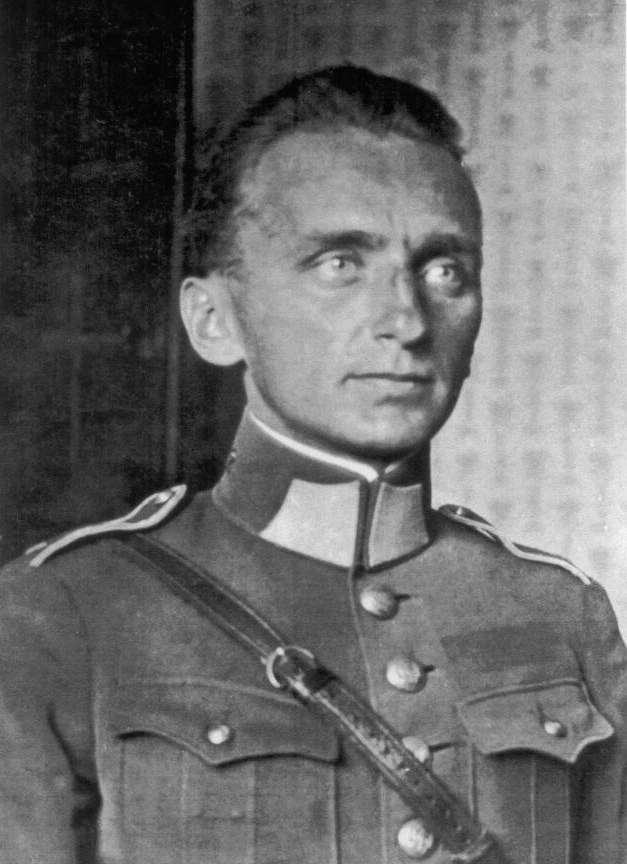
Karel Mareš kolem roku 1918

Karel Mareš (3. listopadu 1898, Tábor – 10. června 1960 Praha) byl brigádní generál, vojenský pilot, první velitel 311. československé bombardovací perutě RAF.

## Studie a l. světová válka
Syn železničáře po maturitě na táborském reálném gymnáziu narukoval v únoru 1917 do rakousko-uherské armády a za 4 měsíce odjel na italskou frontu. V lednu 1918 padl do zajetí a přihlásil se do legie. Po výcviku v okolí Verony odešel na frontu; absolvoval v Modeně italskou důstojnickou školu; jako podporučík bojoval v rámci 6. divize čs. armádního sboru v Itálii. Do vlasti se vrátil v hodnosti poručíka v prosinci 1918 a byl s jednotkou legionářů odvelen k zajištění hranic na Slovensko. Po bojích (do léta 1919, kdy došlo k uzavření příměří) se s 31. plukem 6. divize vrátil do Brna a září 1920 došlo v Jihlavě k splynutí jeho jednotky a plukem budované čs. armády. Karel Mareš se rozhodl pro další službu v armádě.

## Letcem
Kariéru vojenského letce Mareš začal nástupem k leteckému pluku v Olomouci (1923), absolvováním stáže v Lyonu, funkcí velitele kurzu pozorovatelů v leteckém učilišti a jmenováním polním pilotem (březen 1926). V roce 1927 se stal jako štábní kapitán velitelem pilotní elementární školy, v roce 1931 velitelem letky a perutě v Praze a od roku 1936 byl přidělen k Vojenskému technickému a leteckému ústavu (VTLÚ), kde se stal 15. září 1936 velitelem Leteckého zkušebního oddílu.

### Druhá světová válka
Po německé okupaci 15. března 1939 se zapojil do odboje v ilegální vojenské organizaci Obrana národa (ON). Např. ze skladu v Praze-Letňanech tajně převezl letecké kulomety do dílen na Smíchově a odtud, předělané na pěchotní, na Letnou do budovy Ředitelství lesů. Zde byly ukryty zazděné až do použití v květnu 1945. Po mnohých raziích gestapa proti ON byl i na Mareše vydán zatykač. S pomocí ilegální odbojové skupiny Tři králové, hlavně Josefa Balabána, 23. dubna 1940 tajně odjel vlakem přes Slovensko do Jugoslávie, kde pod jménem Karel Toman vstoupil do čs. zahraniční armády a přes Sýrii odjel do Francie. Po kapitulaci francouzské armády se mu 24. června 1940, v čele 200členné jednotky čs. vojáků, podařilo odjet z Port Vendres jedním z posledních evakuačních plavidel do Anglie. Zde vznikla 311. čs. bombardovací peruť RAF a on se stal jejím prvním velitelem. První bojovou akci – nálet na nádraží v Bruselu čs. letci úspěšně provedli 10. září 1940. Následovalo mnoho dalších (např. 23. září na Berlín). Československou peruť navštívil 18. ledna 1941 i anglický král Jiří VI. s manželkou.
V březnu 1941 předal, již plukovník, Mareš velení perutě a přešel na inspektorát čs. letectva a v červnu na Ministerstvo národní obrany (MNO) v Londýně, odtud byl v srpnu 1942 převelen na funkci zástupce náčelníka Čs.vojenské mise v SSSR. Při cestě tam byl konvoj lodí napaden německými letadly a torpédy a Marešova loď se potopila a jeho z ledové vody rozbouřeného moře zachránila jiná loď. Po strastiplné dlouhé cestě přes Archangelsk a Moskvu se 1. října 1942 ohlásil u Čs. voj. mise v Kujbyševě. Jako zástupce generála Heliodora Píky pracoval při formování čs. vojenské jednotky v SSSR, jednal se sovětskými představiteli i našimi veliteli (např. s generálem Kratochvílem a Svobodou). Z Moskvy do vlasti se vrátil 25. února 1946. Stal se velitelem 1. letecké divize v Praze (zformované z původní 310. čs. stíhací perutě RAF), velitelem letecké oblasti I., leteckého sboru, přednostou V. odboru MNO a velitelem leteckého týlu.

## Život ve vlasti
Generál Karel Mareš, v souvislosti s vykonstruovaným procesem s generálem Heliodorem Píkou, byl v druhé polovině roku 1948 ve vyšetřovací vazbě. Ještě i později byl zatčen a z vazby podmínečně propuštěn. Na vlastní žádost odešel 1. listopadu 1949 do výslužby a na základě utrpěných válečných zranění mu byl přiznán invalidní důchod.
Za rok byl rozkazem ministra národní obrany Alexeje Čepičky degradován z generála na vojína. Z rozkazu MNO byl „ve státním zájmu“ vystěhován s rodinou z pražského bytu. Praha mu byla zakázána a „nuceným domovem“ se od dubna 1951 stala Kosova Hora u Sedlčan. Měl být také nasazen do tzv. tábora nucených prací, ale vzhledem ke špatnému zdraví skončil „pouze“ jako zemědělský dělník Státního statku Kosova Hora. V květnu 1953 mu byl MNO odebrán invalidní válečný důchod. Nositel mnoha vyznamenání, generál Karel Mareš, vysílen a nemocen, na pokraji chudoby, ponížen a stále pronásledován StB, zemřel v nemocnici v Praze předčasně už v 61 letech. Pohřben byl na Novém hřbitově v Táboře.

## In memoriam

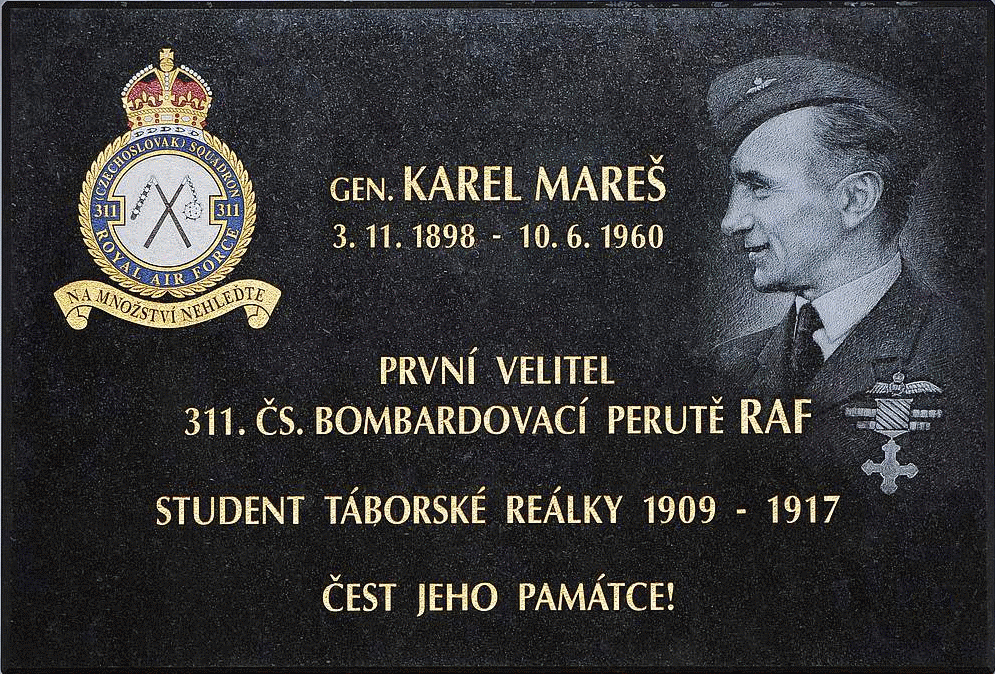
Pamětní deska v Gymnáziu Pierra de Coubertina v Táboře

- V roce 1968 byl částečně a rozkazem č. 09/13.4.1990 prezidenta ČSFR Václava Havla 3. května 1990 v plném rozsahu rehabilitován a byla mu in memoriam vrácena hodnost brigádního generála.

- Dne 10. června 2015 (v den 55. výročí jeho smrti) byla ve vnitřních prostorách Gymnázia Pierra de Coubertina v Táboře odhalena pamětní deska upomínající na osobnost brigádního generála Karla Mareše.[10] Pamětní deska je zhotovena z černého indického mramoru a pochází z dílny Petra Šebesty.[11] Na pamětní desce je nápis: „gen. Karel Mareš / 3.11.1898 – 10.6.1960 / první velitel / 311. čs. bombardovací perutě RAF / student táborské reálky 1909 – 1917 / čest jeho památce“.

- V parku obce Kosova Hora (u Sedlčan) (asi 300 m západním směrem od náměstí) byl dne 21. dubna 2018 slavnostně odhalen pomník brigádního generála Karla Mareše-Tomana, prvního velitele 311. čs bombardovací perutě RAF v Anglii. Na pomníku je nápis: „GEN. KAREL MAREŠ / 1898–1960 / 311 CZECHOSLOVAK SQUADRON 311 / ROYAL AIR FORCES / NA MNOŽSTVÍ NEHLEĎTE.“[12]

## Úspěchy a ocenění – vyznamenání
V roce 1925 se vyznamenal při ukázkovém dálkovém letu Praha – Kodaň a zpět na čs. letadle typu A II. 2x zvítězil v závodech kolem zemí Malé dohody. V roce 1929 se v tomto závodu umístil jako druhý na letadle Avia BH-33 s motorem Jupiter III .
Úspěšně absolvoval mnoho závodů, dálkových letů a exhibicí doma a ve 13 zemích Evropy. Obdržel písemné blahopřání bulharského cara Borise III. po ukázkovém letu 28. 5. 1935 v Sofii. Za účast v odboji první světové války a při obraně utvořeného Československa byl dekorován československým válečným křížem v roce 1918, Čs. revoluční medailí 1918, spojeneckou Medailí vítězství a několika vyznamenáními spojenců (VB, Itálie, Rumunsko); v Anglii 3. září 1941 obdržel vysoký britský řád D.F.C (distinguished flying cross – Záslužný letecký kříž), titul OBE (officer of the british empire – důstojník britského impéria), Československý válečný kříž 1939, Medaili Za zásluhy 1. st.   
Dne 28.10.2023 obdržel in memoriam z rukou prezidenta Petra Pavla Řád Bílého lva vojenské skupiny 1. třídy. 
| Medaile vítězství                                    | Československá medaile Vítězství                     |
| Československý válečný kříž 1914–1918                | Československý válečný kříž 1914–1918                |
| Záslužný letecký kříž                                | Záslužný letecký kříž                                |
| Československý válečný kříž 1939                     | Československý válečný kříž 1939                     |
| Československá medaile Za chrabrost před nepřítelem  | Československá medaile Za chrabrost před nepřítelem  |
| Československá vojenská medaile za zásluhy, I. třídy | Československá vojenská medaile za zásluhy, I. třídy |
| Pamětní medaile Československé armády v zahraničí    | Pamětní medaile československé armády v zahraničí    |
| Hvězda 1939-1945                                     | Hvězda 1939–1945                                     |
| Medaile Za obranu                                    | Medaile Za obranu                                    |
| Evropská hvězda leteckých osádek                     | Evropská hvězda leteckých osádek                     |
| Řád bílého lva I. třídy                              | Řád Bílého lva vojenské skupiny 1. třídy             |